# Copa benina
Copa benina är en spindelart som beskrevs av Embrik Strand 1916. Copa benina ingår i släktet Copa och familjen flinkspindlar. Utöver nominatformen finns också underarten C. b. nigra.